# Tephrochlamys cinerella
Tephrochlamys cinerella är en tvåvingeart som först beskrevs av Macquart 1835.  Tephrochlamys cinerella ingår i släktet Tephrochlamys och familjen myllflugor.
Artens utbredningsområde är Frankrike. Inga underarter finns listade i Catalogue of Life.